# Сергино (Балезінський район)
Се́ргино (рос. Сергино) — село в Балезінському районі Удмуртії, Росія.

## Населення
Населення — 444 особи (2010; 511 в 2002).
Національний склад станом на 2002 рік:
- росіяни — 96 %